# Randy Carlyle
Randolph Robert "Randy" Carlyle, född 19 april 1956 i Sudbury, Ontario, är en kanadensisk ishockeytränare, han har tidigare varit tränare för kanadensiska ishockeyorganisationen Toronto Maple Leafs i NHL. Han tränade Maple Leafs mellan 2012 och våren 2015 då han ersatte amerikanen Ron Wilson.
Innan Carlyle kom till Maple Leafs så tränade han Anaheim Ducks mellan säsongerna 2005–06 och 2011–12. Med Ducks var han med om att vinna Stanley Cup säsongen 2006–07. 
Sedan 2016 är han åter igen tränare för Anaheim Ducks.

## Spelarkarriär
Randy Carlyle är också en före detta professionell ishockeyspelare och spelade 17 säsonger i NHL för Toronto Maple Leafs, Pittsburgh Penguins och Winnipeg Jets mellan 1976 och 1993. På 1055 NHL-matcher gjorde han 148 mål och 499 assist för totalt 647 poäng.
Carlyles främsta merit som spelare är från säsongen 1980–81 då han vann James Norris Memorial Trophy som ligans bäste back.